# جون كوش آدامز
جون كوش آدامز (بالإنجليزية: John Couch Adams)‏: ولد في 5 جوان 1819 بمدينة لينسة في منطقة كورنوول ببريطانية وتوفي في 21 جانفي 1892 بكنبريدج، وهو عالم رياضيات وفلك بريطاني
من أبرز اكتشافاته التنبؤ بوجود موقع كوكب نبتون بالاعتماد على الحساب فقط. ارتكز على ذلك بإبراز الفارق الموجود بين مدار كوكب أورانوس وقوانين كبلر ونيوتن مما أكسبه وسام كوبلي سنة 1848.
بالتوازي وبدون علمهما، نفس الحسابات الرياضية قام بها أوربان لوفيريي. لوفيريي كان في حينها مُساعدا ليوهان جدفريد جال وكانا يبحثان على تمركز كوكب نبتون وذلك في سبتنبر 1846 فوجداه على بعد درجة واحدة من موقعه المُنطظر (في برج الدلو). وما زال هنالك بعض الجدل حول فضله في هذا الاكتشاف.
عُرف يحنا آدامس أيضا باستنباط طريقة عددية جديدة لِتكامل المُعادلات التفاضلية العادية التي تحمل اسمه مع فوريست راي مولتن وفرانسيس باشفورث الذين حسّناها.
كان استاذا في الفلك والهندسة الرياضية في جامعة كانبريج من سنة 1859 حتى وفاته.
فاز بالالوسام الذهبي للجمعية الفلكية البريطانية سنة 1866.و في سنة 1884 مثٌل بريطانية في المحاضرة العالمية لخط الطول.

## شبابه
أبوه توماس آدامس كان فلاحا مُستأجرا، أما والدته فقد ورثت ملكا عقاريا في باذرليك.
بعد ما درس في قريته بلينسة، انتقل في الثانية عشر من عمره إلى دوفنبورت حيث كان ابن عم أمه مالكا لمدرسةٍ خاصة.
تفووقه في مادة الرياضيات جعل والديه يُقرٌران تسجيله بجامعةِ كانبريدج وفي شهرِ أكتوبر من سنة 1839 دخل كتِلميذ في معهد القديس جون. تخرٌج بِباكالوريوس في عام 1843 حيثُ حصل أيضا على جائزة سميث التي تُتوٌج المُتفوٌِقين في الفيزياء النظرية وفي الرياضيات الُمطبقة والتجريدية.

## مُسمى عليه
- فوهة على سطح القمر تحمل اسمه مع والتر سيدني آدامس وشارل هيتشكوك آدامس
- أبعد حلقة لكوكب نبتون تحمل اسمه
- الكويكب آدامس(1996) سمي نِسبتا إليه

## وصلات خارجية
- جون كوش آدامز على موقع الموسوعة البريطانية (الإنجليزية)
- جون كوش آدامز على موقع إن إن دي بي (الإنجليزية)
- سيرة جون كوش آدامز في قاعدة البيانات القديس اندراوس
- جون كوش آدامز على الموقع الرسمي الأكاديمية الروسية للعلوم